# Важка вага в боксі
Важка вага (надважка вага, суперважка вага, англ. heavyweight) — вагова категорія в боксі. У професійному боксі, бійці, що важать понад 200 фунтів (91 кг) вважаються провідними професійними боксерськими організаціями важковаговиками (англ. heavyweights): IBF, WBA , WBC і WBO. В аматорському боксі з 1 серпня 2021 року бійці цього дивізіону обмежені 92 кг (202,8 фунтами), і є ще один дивізіон — надважка вага (англ. super heavyweight), для важчих боксерів, який є еквівалентом важкої ваги в професійному боксі.

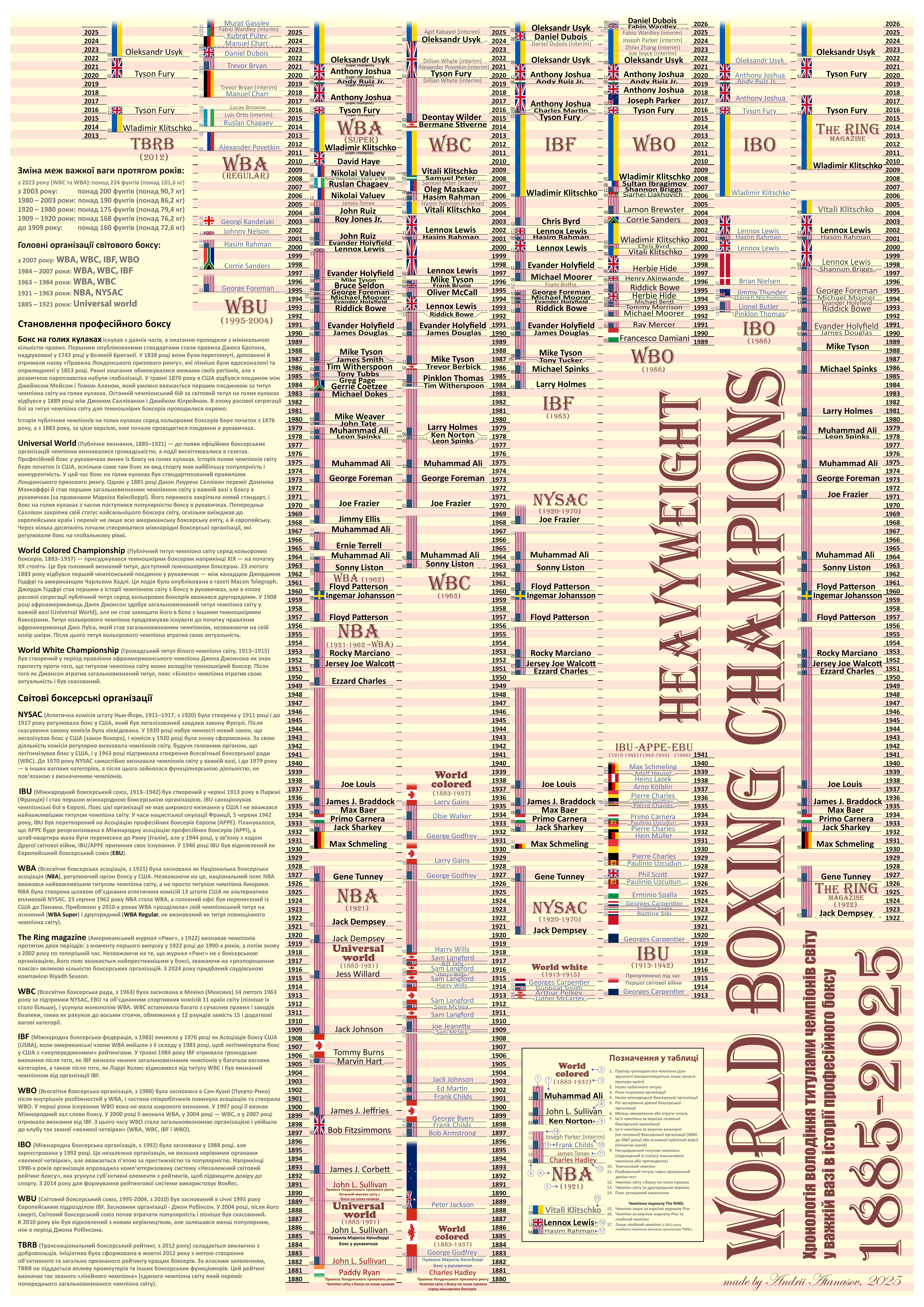
Усі чемпіони

## Чинні чемпіони
Чоловіки
| Організація | Дата здобуття   | Чемпіон        | Рекорд       | Захисти |
| ----------- | --------------- | -------------- | ------------ | ------- |
| WBA (Super) | 25 вересня 2021 | Олександр Усик | 24–0 (15 KO) | 4       |
| WBO         | 25 вересня 2021 | Олександр Усик | 24–0 (15 KO) | 4       |
| WBC         | 19 травня 2024  | Олександр Усик | 24–0 (15 KO) | 1       |
| IBF         | 19 липня 2025   | Олександр Усик | 24–0 (15 KO) | 1       |
| IBO         | 25 вересня 2021 | Олександр Усик | 24–0 (15 KO) | 4       |

Жінки
| Організація            | Дата здобуття | Чемпіон        | Рекорд      | Захисти |
| ---------------------- | ------------- | -------------- | ----------- | ------- |
| WBA (понад 175 фунтів) | 2 лютого 2025 | Кларесса Шилдс | 16-0 (3 KO) | 0       |
| WBO (понад 201 фунт)   | 2 лютого 2025 | Кларесса Шилдс | 16-0 (3 KO) | 0       |
| WBC (понад 168,1 фунт) | 27 липня 2024 | Кларесса Шилдс | 16-0 (3 KO) | 1       |
| IBF (понад 175 фунтів) | 2 лютого 2025 | Кларесса Шилдс | 16-0 (3 KO) | 0       |

## Рейтинги

### The Ring
Станом на 22 травня 2025 року.
Легенда:
 Ч  Чинний чемпіон світу за версію журналу The Ring
| Ранг | Ім'я           | Рекорд (W–L–D) | Титул(и)      |
| ---- | -------------- | -------------- | ------------- |
| Ч    | Олександр Усик | 23–0 (14 KO)   | WBC, WBA, WBO |
| 1    | Тайсон Ф'юрі   | 34–2–1 (24 KO) |               |
| 2    | Денієл Дюбуа   | 22–2 (21 KO)   | IBF           |
| 3    | Джозеф Паркер  | 36–3 (24 KO)   |               |
| 4    | Агіт Кабаєл    | 26–0 (17 KO)   |               |
| 5    | Ентоні Джошуа  | 28–4 (25 KO)   |               |
| 6    | Філіп Хргович  | 18–1 (14 KO)   |               |
| 7    | Чжан Чжілей    | 27–3–1 (22 KO) |               |
| 8    | Мартін Баколе  | 21–2-1 (16 KO) |               |
| 9    | Ефе Аджагба    | 20–1-1 (14 KO) |               |
| 10   | Фабіо Вордлі   | 18–0–1 (17 KO) |               |

### BoxRec
Станом на 22 травня 2025 року.
| Ранг | Name           | Рекорд (W–L–D) | Титул(и)      |
| ---- | -------------- | -------------- | ------------- |
| 1    | Олександр Усик | 23–0 (14 KO)   | WBC, WBA, WBO |
| 2    | Денієл Дюбуа   | 22–2 (21 KO)   | IBF           |
| 3    | Агіт Кабаєл    | 26–0 (17 KO)   |               |
| 4    | Джозеф Паркер  | 36–3 (24 KO)   |               |
| 5    | Ентоні Джошуа  | 28–4 (25 KO)   |               |
| 6    | Тайсон Ф'юрі   | 34–2–1 (24 KO) |               |
| 7    | Ловренс Околі  | 21–1 (16 KO)   |               |
| 8    | Мурат Гассієв  | 31–2 (24 KO)   |               |
| 9    | Фабіо Вордлі   | 18–0–1 (17 KO) |               |
| 10   | Джастіс Гуні   | 12–0 (7 KO)    |               |
| 11   | Майкл Гантер   | 24–1–2 (17 KO) |               |

## Історичні таблиці

### Найбільша кількість переможених суперників в боях за титул чемпіона світу
Списки не враховують бої за титул "спадкового" чемпіона та чемпіона за версією The Ring після 1921 року, однак до списку включені лише чемпіони, котрі змогли вибороти один з вищеназваних титулів.
Легенда:
     чинний чемпіон
Примітка 1: чемпіони WBA (Regular) не враховуються
Примітка 2: бої за титул чемпіона світу WBO до серпня 1997 року не враховуються
| №   | Ім'я             | Початок-кінець чемпіонського терміну | Титул                                           | Переможені бійці |
| --- | ---------------- | --- | ----------------------------------------------- | ---------------- |
| 1.  | Володимир Кличко | 1. 14 жовтня 2000 — 8 березня 2003 2. 22 квітня 2006 — 28 листопада 2015                                                                              | 1. WBO 2. IBF, WBO, WBA                         | 23               |
| 2.  | Джо Луїс         | 22 червня 1937 — 1 березня 1949 | NYSAC, NBA                                      | 22               |
| 3.  | Мухамед Алі      | 1. 25 лютого 1964 – 11 березня 1969 2. 30 жовтня 1974 — 15 лютого 1978 3. 15 вересня 1978 — 18 жовтня 1979                                            | 1. WBA, WBC 2. WBA, WBC 3. WBA                  | 21               |
| 4.  | Ларрі Голмс      | 9 червня 1978 — 21 вересня 1985 | WBC, IBF                                        | 20               |
| 5.  | Леннокс Льюїс    | 1. 14 грудня 1992 — 24 вересня 1994 2. 7 лютого 1997 — 22 квітня 2001 3. 11 листопада 2001 — 6 лютого 2004                                            | 1. WBC 2. WBC, WBA, IBF 3. WBC, IBF             | 15               |
| 5.  | Віталій Кличко   | 1. 26 червня 1999 — 1 квітня 2000 2. 24 квітня 2004 — 9 листопада 2005 3. 11 жовтня 2008 — 15 грудня 2013                                             | 1. WBO 2. WBC 3. WBC                            | 15               |
| 7.  | Майк Тайсон      | 1. 22 листопада 1986 — 11 лютого 1990 2. 16 березня 1996 — 9 листопада 1996                                                                           | 1. WBC, WBA, IBF 2. WBC, WBA                    | 11               |
| 8.  | Джо Фрейзер      | 4 березня 1968 — 22 січня 1973 | NYSAC, WBA, WBC                                 | 10               |
| 9.  | Томмі Бернс      | 23 лютого 1906 — 26 грудня 1908 | спадковий                                       | 9                |
| 9.  | Евандер Холіфілд | 1. 25 жовтня 1990 — 13 листопада 1992 2. 6 листопада 1993 — 22 червня 1994 3. 9 листопада 1996 — 13 листопада 1999 4. 12 серпня 2000 — 3 березня 2001 | 1. WBC, WBA, IBF 2. WBA, IBF 3. WBA, IBF 4. WBA | 9                |
| 9.  | Ентоні Джошуа    | 1. 9 квітня 2016 — 1 червня 2019 2. 1 грудня 2019 — 25 вересня 2021                                                                                   | IBF, WBO, WBA                                   | 9                |
| 12. | Еззард Чарльз    | 27 вересня 1950 — 18 липня 1951 | NBA, NYSAC                                      | 8                |
| 12. | Деонтей Уайлдер  | 15 січня 2015 — 22 лютого 2020 | WBC                                             | 8                |
| 14. | Флойд Паттерсон  | 1. 30 листопада 1956 — 26 червня 1959 2. 20 червня 1960 — 25 вересня 1962                                                                             | NYSAC, NBA                                      | 7                |
| 14. | Джек Джонсон     | 26 грудня 1908 — 5 квітня 1915 | спадковий                                       | 7                |
| 16. | Джеймс Джеффріс  | 9 червня 1899 — 13 травня 1905 | спадковий                                       | 6                |
| 16. | Джек Демпсі      | 4 липня 1919 — 23 вересня 1926 | спадковий-до-NBA та NYSAC                       | 6                |

### Найбільша кількість перемог в боях за титул чемпіона світу
Списки не враховують бої за титул "спадкового" чемпіона та чемпіона за версією The Ring після 1921 року, однак до списку включені лише чемпіони, котрі змогли вибороти один з вищеназваних титулів.
Легенда:
     чинний чемпіон
Примітка 1: чемпіони WBA (Regular) не враховуються
Примітка 2: бої за титул чемпіона світу WBO до серпня 1997 року не враховуються
| №   | Ім'я             | Початок-кінець чемпіонського терміну | Титул                                           | Перемоги |
| --- | ---------------- | --- | ----------------------------------------------- | -------- |
| 1.  | Джо Луїс         | 22 червня 1937 — 1 березня 1949 | NYSAC, NBA                                      | 27       |
| 2.  | Володимир Кличко | 1. 14 жовтня 2000 — 8 березня 2003 2. 22 квітня 2006 — 28 листопада 2015                                                                              | 1. WBO 2. IBF, WBO, WBA                         | 25       |
| 3.  | Мухамед Алі      | 1. 25 лютого 1964 – 11 березня 1969 2. 30 жовтня 1974 — 15 лютого 1978 3. 15 вересня 1978 — 18 жовтня 1979                                            | 1. WBA, WBC 2. WBA, WBC 3. WBA                  | 22       |
| 4.  | Ларрі Голмс      | 9 червня 1978 — 21 вересня 1985 | WBC, IBF                                        | 20       |
| 5.  | Леннокс Льюїс    | 1. 14 грудня 1992 — 24 вересня 1994 2. 7 лютого 1997 — 22 квітня 2001 3. 11 листопада 2001 — 6 лютого 2004                                            | 1. WBC 2. WBC, WBA, IBF 3. WBC, IBF             | 15       |
| 5.  | Віталій Кличко   | 1. 26 червня 1999 — 1 квітня 2000 2. 24 квітня 2004 — 9 листопада 2005 3. 11 жовтня 2008 — 15 грудня 2013                                             | 1. WBO 2. WBC 3. WBC                            | 15       |
| 7.  | Майк Тайсон      | 1. 22 листопада 1986 — 11 лютого 1990 2. 16 березня 1996 — 9 листопада 1996                                                                           | 1. WBC, WBA, IBF 2. WBC, WBA                    | 12       |
| 8.  | Томмі Бернс      | 23 лютого 1906 — 26 грудня 1908 | спадковий                                       | 11       |
| 9.  | Джо Фрейзер      | 4 березня 1968 — 22 січня 1973 | NYSAC, WBA, WBC                                 | 10       |
| 9.  | Евандер Холіфілд | 1. 25 жовтня 1990 — 13 листопада 1992 2. 6 листопада 1993 — 22 червня 1994 3. 9 листопада 1996 — 13 листопада 1999 4. 12 серпня 2000 — 3 березня 2001 | 1. WBC, WBA, IBF 2. WBA, IBF 3. WBA, IBF 4. WBA | 10       |
| 9.  | Деонтей Уайлдер  | 15 січня 2015 — 22 лютого 2020 | WBC                                             | 10       |
| 12. | Еззард Чарльз    | 27 вересня 1950 — 18 липня 1951 | NBA, NYSAC                                      | 9        |
| 12. | Ентоні Джошуа    | 1. 9 квітня 2016 — 1 червня 2019 2. 1 грудня 2019 — 25 вересня 2021                                                                                   | IBF, WBO, WBA                                   | 9        |
| 14. | Флойд Паттерсон  | 1. 30 листопада 1956 — 26 червня 1959 2. 20 червня 1960 — 25 вересня 1962                                                                             | NYSAC, NBA                                      | 8        |
| 14. | Джеймс Джеффріс  | 9 червня 1899 — 13 травня 1905 | спадковий                                       | 8        |
| 16. | Джек Джонсон     | 26 грудня 1908 — 5 квітня 1915 | спадковий                                       | 7        |
| 16. | Роккі Марчіано   | 4 липня 1919 — 23 вересня 1926 | NBA, NYSAC                                      | 7        |